# Flavia Biondi
Flavia Biondi (Castelfiorentino, 29 ottobre 1988) è una fumettista italiana.

## Biografia
Flavia Biondi si è diplomata al liceo artistico e si è laureata in Fumetto e Illustrazione presso l'Accademia di Belle Arti di Bologna. Dopo gli studi inizia a collaborare con vari piccoli editori indipendenti e riceve una segnalazione dal concorso Komikazen 2011. Nel 2012 fonda la Manticora Autoproduzioni insieme ad altri sette compagni universitari, che pubblica principalmente antologie di giovani autori italiani: il primo volume dato alle stampe quello stesso anno è Sindrome, che contiene un suo lavoro, a cui seguiranno nel 2013 Tenebre (co-firmato con Francesco De Stena), nel 2014 Feral Children e nel 2016 Le piccole morti.
Lavora con la casa editrice Renbooks, specializzata in fumetto a tematica LGBT+, per la quale disegna i volumi Barba di perle (2012), L'orgoglio di Leone (2014) e L'importante è finire (2015). Nel 2015 inizia a collaborare con BAO Publishing pubblicando quell'anno La generazione, nel 2017 La giusta mezura, e nel 2021 Le maldicenze che raccoglie le prime due storie pubblicate per Renbooks.
Nel 2019 la casa editrice statunitense Berger Books (etichetta della Dark Horse Comics) pubblica la prima uscita della mini-serie Ruby Falls su testi della sceneggiatrice Ann Nocenti.
Si occupa spesso di storie con risvolti sociali e a tema queer. Vive e lavora a Bologna.

## Opere
- 2012 - Sindrome (antologia)
- 2012 - Barba di perle
- 2013 - Tenebre; con Francesco De Stena
- 2014 - Feral Children (antologia)
- 2014 - L'orgoglio di Leone
- 2015 - L'importante è finire
- 2015 - La generazione
- 2016 - Le piccole morti (antologia)
- 2017 - La giusta mezura
- 2019 - Ruby Falls; con Ann Nocenti
- 2021 - Le maldicenze
- 2023 - La casa delle magnolie